# Första puniska kriget
Första puniska kriget var det första av de tre puniska krigen och utkämpades 264-241 f.Kr. mellan Romerska republiken och Karthago.
År 264 f.Kr. lyckades mamertinerna (marssönerna), en grupp legosoldater från Italien, tillskansa sig Messana (nuvarande Messina) på Sicilien. Med Messana som bas genomförde de räder mot andra områden på Sicilien. Hieron II, Syrakusas diktator, beslöt sig för att anfalla Messana. Eftersom mamertinerna visste att de inte ensamma skulle kunna hålla stånd mot Syrakusa begärde de hjälp från Karthago. Karthago skickade hjälp till Messana och tog borgen i besittning. Dock ångrade mamertinerna sig och begärde hjälp från Rom. Rom skickade då Appius Cladius Caudex med en större styrka över Messinasundet och tog hela Messana i besittning, vilket blev startskottet för det första puniska kriget. Samtidigt gick Syrakusa över på Roms sida.
År 260 f.Kr. vann Rom ett slag över Karthago nära staden Mylae. Efter slaget blev karthagerna mer och mer trängda men lyckades bita sig fast i städerna eftersom de kunde försörjas från havet. Romarna bestämde sig då för att rusta upp sin flotta. År 256 f.Kr. lyckades romarna vinna en seger över Karthago i slaget vid Kap Eknomos. Man bestämde sig efter segern för att skicka en armé, ledd av Marcus Atilius Regulus, till Afrika. Han besegrades dock och togs tillfånga av den spartanske generalen Xanthippos. Därefter kom kriget att koncentreras till området kring Sicilien.
År 254 f.Kr. intogs Panormus (Palermo) av romarna men därefter skedde inget avgörande slag mellan romarna och punerna (karthagerna), ledda av Hamilkar Barkas, på Sicilien. I stället avgjordes kriget efter en stor romersk seger till sjöss vid Egadiska öarna. Författaren Seneca skrev 50 år efter slaget att i striden som ägde rum den 10 mars år 241 f.Kr. involverade 400 skepp och 100.000 man. Romarna vann med list, genom gömma sina båtar bakom en ö i den Egadiska ögruppen och överraskade därmed fienden. 
I freden av 241 f.Kr. tvingades Karthago avstå från Sicilien och öarna mellan Sicilien och Italien. Med undantag av Syrakusas område blev Sicilien nu romerskt. Sicilia var romarnas första provins. Karthago tvingades också erlägga ett stort skadestånd på 3 200 talenter. 
Omedelbart efter karthagernas återtåg följde ett uppror bland deras legotrupper i Afrika. Även på Sardinien gjorde legosoldaterna myteri och erbjöd ön åt romarna. Romarna utnyttjade läget för att ta Sardinien år 238 f.Kr. Som svar på karthagernas protester försökte romarna göra gällande att Sardinien, såsom en ö belägen mellan Sicilien och Italien, hade tillförsäkrats dem genom fredsvillkoren. I själva verket ligger ön dock utanför linjen från västra Sicilien till Italiens nordvästgräns, och freden avsåg egentligen de små öarna vid Sicilien, först och främst Eoliska öarna. Detta agerande från romarnas sida väckte stor förbittring bland karthagerna.

## Kända slag
- Slaget vid Kap Ecnomus